# Victor Ekani
Victor Sylvestre Mpindi Ekani (født 27. februar 1997) er en camerounesisk fodboldspiller, der spiller for Vendsyssel FF.

## Titler

### Klub
SønderjyskE
- Sydbank Pokalen: 2020